# Parasericostoma acutum
Parasericostoma acutum là một loài Trichoptera trong họ Sericostomatidae. Chúng phân bố ở vùng Tân nhiệt đới.